# Judex
Judex é um seriado francês de 1916, época do cinema mudo, produzido pela  Gaumont Film Company, relatando as aventuras de Judex, herói das Pulp Magazines criado por Louis Feuillade e Arthur Bernède, e que tem semelhanças com The Shadow.

## Conceito

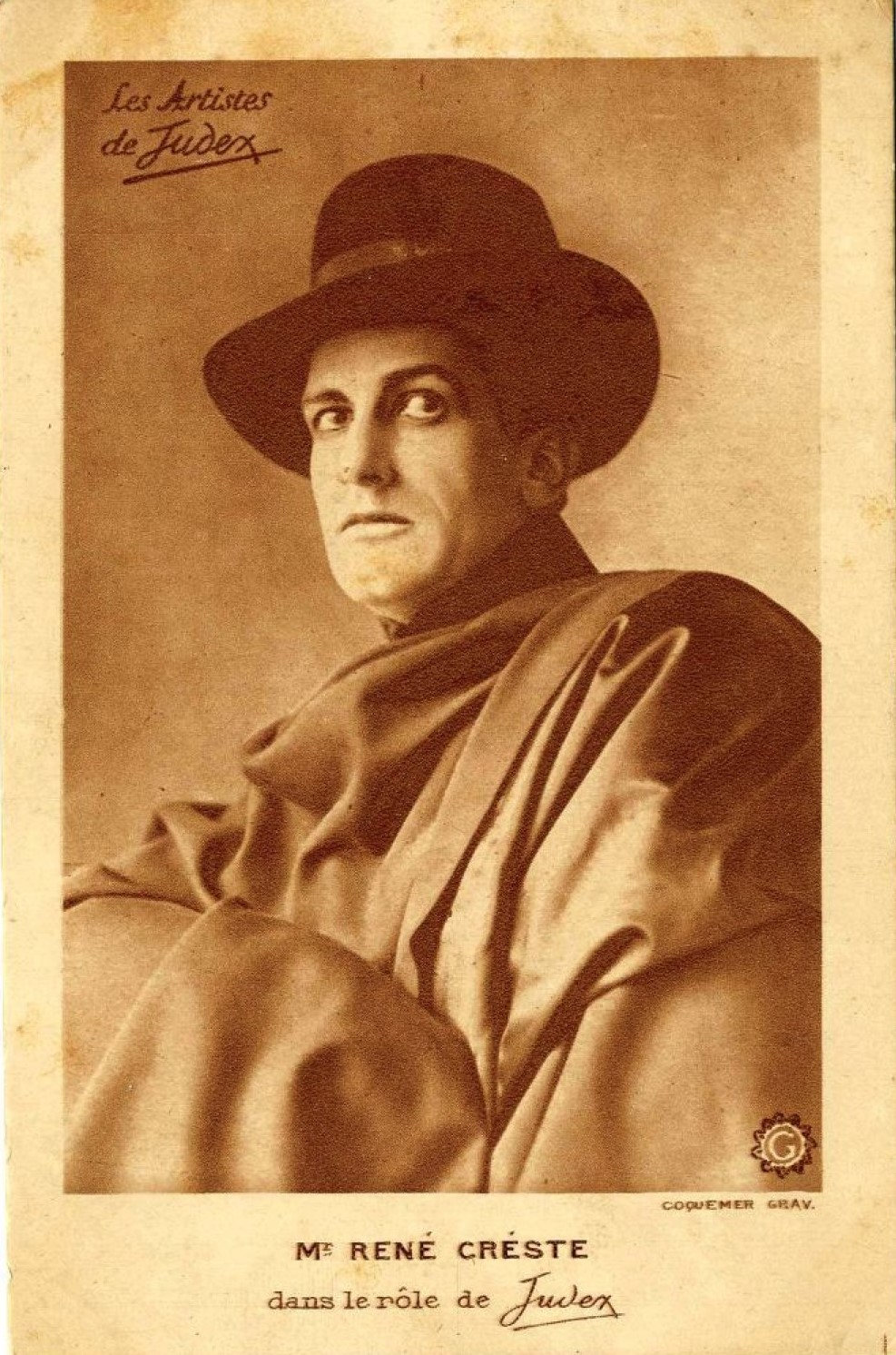
René Cresté interpretando Judex.

Feuillade havia realizado dois seriados anteriormente, Fantômas e Les Vampires, sobre atividades criminosas. Embora populares junto ao público, os seriados foram muito criticados por glorificar os bandidos. Feuillade respondeu a tais preocupações criando o herói Judex, que tinha a pompa sinistra dos vilões extravagantes tão populares na época.
Judex era um vingador misterioso que se vestia de preto e usava chapéu e uma capa, como Aristide Bruant, cantor francês da época. 
Judex inspirou Ravengar, personagem do seriado franco-americano The Shielding Shadow, produzido pela Pathé e lançado no mesmo ano. Segundo alguns pesquisadores, o herói das revistas pulp The Shadow é uma fusão de elementos de ambos, combinando o arquétipo do vigilante sombrio de Judex com o poder de invisibilidade de Ravengar.
Judex antecipou os heróis pulp e os super-heróis em muitos aspectos. Ele foi um lutador magistral, um perito em disfarces e ostentava uma sede secreta. Nas passagens subterrâneas sob um castelo em ruínas, Judex tinha uma base equipada com dispositivos tecnológicos. Ele também tinha uma identidade secreta, e Judex é um nome-de-guerra que ele adotou em sua busca de vingança.
Devido à semelhança estilística com os outros seriados policiais de Feuillade, Fantômas (1913) e Les Vampires (1915), frequentemente eles são considerados em conjunto, como uma trilogia.

## Enredo

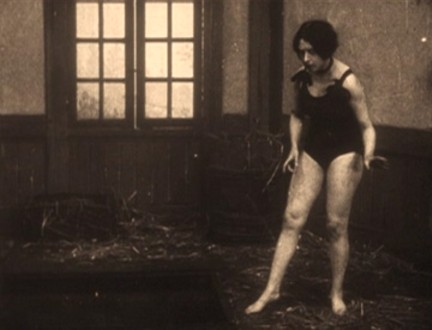
Musidora interpretando Diana Monti em Judex.

A história é complexa e contada em 12 capítulos que, juntos, perfazem 300 minutos. A trama básica envolve um banqueiro corrupto chamado Favraux, que é o alvo da vingança de Judex, pois, por descuido, levara milhares de pessoas à falência. Para complicar mais a trama, há a inocente e bela filha de Favraux, Jacqueline, por quem o vingador se apaixona. Um elemento chave vem na forma de Diana Monti e sua gangue de criminosos que cruzam o caminho de Judex.
Judex foi interpretado pelo ídolo francês René Cresté e Diana por Musidora, que já havia personificado a vilã Irma Vep em Les Vampires, o seriado anterior de Feuillade.

## Capítulos
Fonte:
1. “L’ombre mystérieuse”
2. “L’expiation”
3. “La mente fantastique”
4. “Le secret de la tombe”
5. “Le moulin tragique”
6. “Le môme réglisse”
7. “La femme en noir”
8. “Les souterrains du Château-Rouge”
9. “Lorsque l’enfant parut”
10. “Le coeur de Jacqueline”
11. “L’Ondine”
12. “Le pardon d’amour”

## Produção
Embora Judex tenha sido produzido em 1914, a eclosão da Primeira Guerra Mundial atrasou seu lançamento, e finalmente estreou em dezembro de 1916 e, posteriormente, a versão mais ampla em 1916-1918. A sequência do seriado foi lançada em 1918, intitulada La Nouvelle Mission de Judex.
As filmagens foram realizadas em Sainte-Maxime (Var), no Chateau des Tourelles.

## Refilmagens
Maurice Champreux, genro de Feuillade, fez uma refilmagem 1934, com Rene Ferté, Vallée de Marcel, Mihalesco, Jean Lefebvre, René Navarre, Constantini.
Georges Franju a refilmou em 1963, em uma versão em homenagem a Feuillade, também intitulada Judex. Jacques Champreux, neto de Feuillade e filho de Maurice Champreux, juntamente com Francis Lacassin assinaram o roteiro, com a  atuação de Channing Pollock (Judex), Michel Vitold (Favraux), Édith Scob (Jacqueline), Francine Bergé, Jacques Jouanneau, Theo Sarapo, Sylvia Koscina, René Génin.

## Elenco

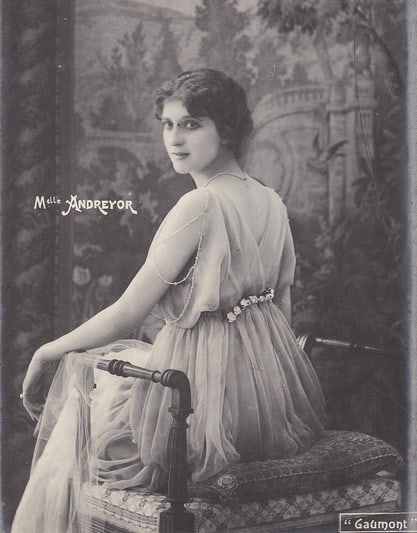
Yvette Andreyor interpretando Jacqueline em Judex.

- René Cresté - Jacques de Tremeuse/ Judex
- Musidora - Diana Monti/ Marie Verdier
- René Poyen - Réglisse
- Édouard Mathé - Roger de Tremeuse
- Gaston Michel - Pierre Kerjean
- Yvonne Dario - Condessa de Tremeuse
- Yvette Andréyor - Jacqueline Aubry
- Juliette Clarens - Gisèle
- Jean Devalde - Robert Moralés
- Georges Flateau - Visconde de la Rochefontaine
- Louis Leubas – o banqueiro Favraux
- Marcel Lévesque - Cocantin
- Olinda Mano – o pequeno Jean